# Frank Gardner (Politiker)
Frank Gardner (* 8. Mai 1872 bei Scottsburg, Scott County, Indiana; † 1. Februar 1937 ebenda) war ein US-amerikanischer Politiker. Zwischen 1923 und 1929 vertrat er den Bundesstaat Indiana im US-Repräsentantenhaus.

## Werdegang
Frank Gardner besuchte die öffentlichen Schulen seiner Heimat und danach bis 1896 das Borden Institute. Nach einem anschließenden Jurastudium an der Indiana University in Bloomington und seiner im Jahr 1900 erfolgten Zulassung als Rechtsanwalt begann er in Scottsburg in diesem Beruf zu arbeiten. Zwischen 1903 und 1911 war er Revisor im Scott County; von 1911 bis 1917 fungierte er dort als Bezirksstaatsanwalt.
Politisch war Gardner Mitglied der Demokratischen Partei. Zwischen 1912 und 1922 war er deren Bezirksvorsitzender im Scott County. Bei den Kongresswahlen des Jahres 1922 wurde Gardner im dritten Wahlbezirk von Indiana in das US-Repräsentantenhaus in Washington, D.C. gewählt, wo er am 4. März 1923 die Nachfolge von James W. Dunbar antrat.  Nach zwei Wiederwahlen konnte er bis zum 3. März 1929 drei Legislaturperioden im Kongress absolvieren. Im Jahr 1928 unterlag er seinem Amtsvorgänger Dunbar, der damit auch sein Nachfolger wurde.
Nach seinem Ausscheiden aus dem US-Repräsentantenhaus arbeitete Frank Gardner zunächst wieder als Anwalt. Seit 1930 war er Richter im sechsten Gerichtsbezirk von Indiana. Dieses Amt bekleidete er bis zu seinem Tod am 1. Februar 1937 in Scottsburg.